# كيم ريتشموند
كيم ريتشموند (بالإنجليزية: Kim Richmond)‏ هو عازف جاز أمريكي، ولد في 24 يوليو 1940 في تشامبيغن في الولايات المتحدة.

## وصلات خارجية
- كيم ريتشموند على موقع IMDb (الإنجليزية)
- كيم ريتشموند على موقع ميوزك برينز (الإنجليزية)
- كيم ريتشموند على موقع ديسكوغز (الإنجليزية)